# Aktedrilus labeosus
Aktedrilus labeosus är en ringmaskart som först beskrevs av Baker och Erséus 1982.  Aktedrilus labeosus ingår i släktet Aktedrilus och familjen glattmaskar. Inga underarter finns listade i Catalogue of Life.